# Emil Pleissner
Emil Paul Pleissner (ur. 23 maja 1913 w Plauen, zm. 26 listopada 1948 w Landsberg am Lech) – zbrodniarz nazistowski, członek załogi niemieckich obozów koncentracyjnych Dachau i Buchenwald oraz SS-Hauptscharführer.

## Życiorys
W latach 1934–1937 pełnił służbę w niemieckim obozie koncentracyjnym Dachau. Od stycznia 1938 do grudnia 1942 przebywał w obozie Buchenwald, gdzie pełnił kolejno funkcje: Blockführera (do marca 1942) i kierownika krematorium (od marca 1942 do lutego 1943). Pleissner uczestniczył wówczas w ponad piętnastu egzekucjach w ramach Kommando 99. Przynajmniej podczas dwóch z nich osobiście rozstrzeliwał jeńców radzieckich. Przeprowadził także co najmniej dwie egzekucje więźniów przez powieszenie. Od lutego 1943 do maja 1945 Pleissner służył w jednej z pancernych dywizji Waffen-SS.
Po wojnie został oskarżony w procesie załogi Buchenwaldu (US vs. Josias Prince Zu Waldeck i inni) przed amerykańskim Trybunałem Wojskowym w Dachau. Pleissner został skazany na karę śmierci przez powieszenie. Wyrok wykonano 26 listopada 1948 w więzieniu Landsberg.